# Faustina Kowalska
Helena Kowalska, en religió Santa María Faustina Kowalska, (Głogowiec, voivodat de Łódź, 25 d'agost de 1905 — 
Łagiewniki, Cracovia, 5 d'octubre de 1938), anomenada Apòstol de la Divina Misericòrdia va ser una religiosa de l'ordre de les Germanes de La nostra Senyora de la Misericòrdia i mística catòlica polonesa. L'Església catòlica la venera com a santa i és coneguda simplement com a Santa Faustina.
Va ser cridada per Jesús de Natzaret com l'apòstol de la divina misericòrdia. És considerada pel teòlegs com a part integrant del grup dels més notables místics del cristianisme. La seva missió va ser preparar al món per a la Parusia. Va entrar a la vida religiosa l'1 agost de 1925 en la congregació de les Germanes de La nostra Senyora de la Misericòrdia. Entre el 1926 i el 1928 realitzà el noviciat a Lagiewniki, als afores de Cracòvia.
El seu confessor, el beat Michał Sopoćko li va demanar que escrivís les seves vivències en un diari espiritual, diari que consta de diversos quaderns. Així doncs, no per voluntat pròpia sinó per mandat del seu confessor, va deixar escrites les seves vivències místiques que ocupen unes sis-centes pàgines. Va ser canonitzada pel Papa Joan Pau II el 30 d'abril de 2000 que també va instituir la festa de la Divina Misericòrdia.